# رائفة أحمد
رائفة الرز وتُعرف باسمها الفني رائفة أحمد (22 فبراير 1967 - 15 مارس 2021)، ممثلة ومؤدية صوت سورية.

## مسيرتها
خريجة المعهد العالي للفنون المسرحية في دمشق عام 1991، تُعتبر من أبرز فنانات الدوبلاج، وقد عُرفت خصيصًا في الأعمال القديمة، واشتُهرت أكثر في عهد الأصدقاء حيث تقمّصت أربعة شخصيات، هي؛ «دانتي» و«إيزابيلا» و«جيسيكا» و«إيدا»، كما شاركت في فرقة التحدي وباص المدرسة العجيب. وبرزت أيضًا في التلفزيون عبر مسلسلات متعددة.

## الحياة الأسرية
تزوجت للمرة الأولى من المُؤلف العراقي «هوشنك وزيري» وأنجبت منه ابنًا واحدًا، تزوجت للمرة الثانية سرًا في 2012 من «وائل درغام» المُشتبه في قتلها، ولأسباب اجتماعية، رفضت إعلان زواجها، ولكنهما انفصلا بعد ذلك. حاصلة على الجنسية الأمريكية. قدمت طلب اللجوء إلى هولندا في 2015.

## أعمالها

### التلفزيون
- مطلوب رجال
- العقاب
- سقوط الخلافة
- قلبي معكم
- حراس الصمت - فيلم
- أهل الراية - الجزء الثاني
- أشياء تشبه الحب
- كثير من الحب كثير من العنف
- غزلان في غابة الذئاب
- الغريب والنهر
- اختفاء رجل
- شبكة العنكبوت
- أحلام زائفة
- شقاء امرأة

### الدبلجة
- عهد الأصدقاء
- فرقة التحدي
- باص المدرسة العجيب
- مدينة الصفصاف
- مدرسة الكونغ فو
- سوبر ماريو
- باكوغان - الجزء الأول
- أنا وأخواتي
- إينوياشا

## مقتلها
عثر ضُباط الشرطة الهولندية على رائفة أحمد مُغمى عليها في شقتها في منطقة زفوله الهولندية وقد تلقت عِدة طعنات في جسدها بعد بلاغ من أحد الجيران في ظُهر يوم الاثنين الموافق 15 مارس 2021، حاول الأطباء إنعاشها لكنها فارقت الحياة. لم يصدر تقرير حول ظروف ومُلابسات الجريمة حتى الآن وما زال التحقيق جاريًا. قبضت الشرطة الهولندية على اللاجئ الفلسطيني في هولندا «وائل درغام» البالغ من العمر 33 عامًا، الذي اكتُشف أنه مُتزوج منها مُسبقًا، بتهمة الاشتباه في جريمة القتل. وصفتها وسائل الإعلام العربية بأنها «جريمة قتل في ظل ظروف غامضة». في 4 يناير 2022 حكم القضاء الهولندي ضد «وائل درغام» بالسجن لمدة سبع سنوات مع إلزام القاتل إلى الخضوع لعلاج إجباري.

## وصلات خارجية
- تفاصيل مقتل رائفة أحمد